# Jim Lawson
Jim Lawson, född 19 februari 1960, är en amerikansk serietecknare, främst känd för sitt arbete med Teenage Mutant Ninja Turtles. Jim Lawson skapade rollfiguren Råttkungen samt serien Planet Racers tillsammans med Peter Laird. Han har också skapat serien Paleo: Tales of the Late Cretaceous. I över 20 år var han med och skapade Turtlesserier, men 2009 meddelade han att han slutar med det.
2013 använde han Kickstarter för att skapa ett nytt projekt, serieromanen Dragonfly.
Jim Lawson deltog 1988 i skapandet av Creators' Bill of Rights.

## Privatliv
Jim Lawson bor i Northampton, Massachusetts.